# سلول‌های HEK 293

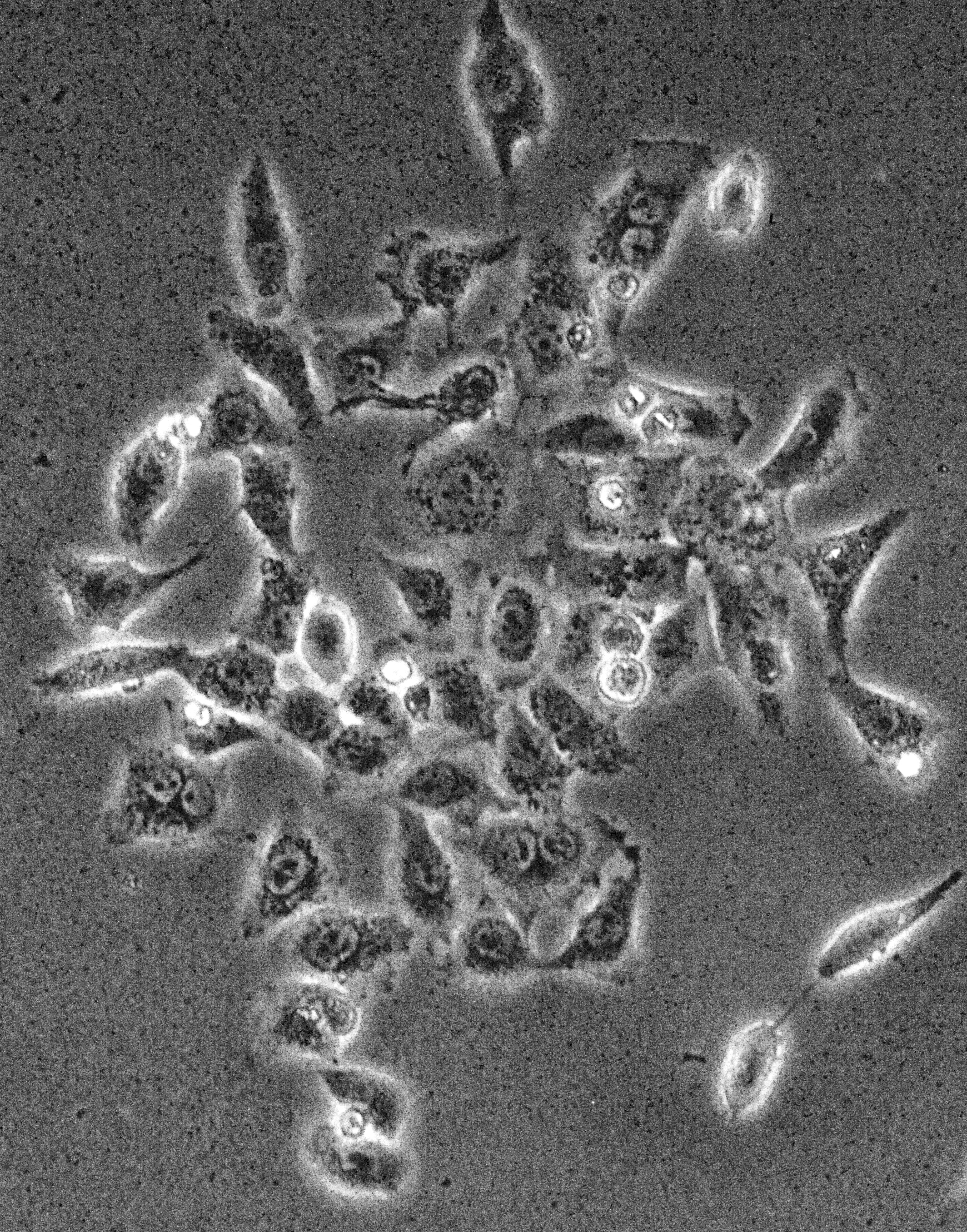
سلولهای HEK293 چند روزه رشد یافته در محیط کشت استاندارد

سلول‌های HEK 293 (انگلیسی: HEK 293 cells) رده ای سلولی است که از رشد سلولهای جنینی کلیه انسان در محیط کشت حاصل شده‌اند. با توجه به رشد مناسب و قابلیت ترانسفیکاسیون مناسب، سالهاست که سلول‌های HEK293 به صورت گسترده در تحقیقات زیست‌شناسی سلولی مورد استفاده قرار می‌گیرند. از این سلولها همچنین در صنعت بیوتکنولوژی برای تولید پروتئین‌های دارویی و ویروس به منظور استفاده در ژن درمانی استفاده می‌شود.

## تاریخچه

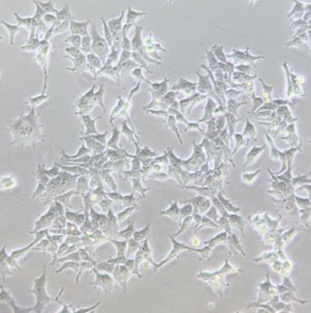
سلول‌های 293FT، نوعی از سلول‌های ۲۹۳

سلول‌های HEK 293 در سال ۱۹۷۳ با ترانسفکشن کشت سلول‌های کلیوی جنینی انسان با DNA آدنوویروس ۵ برش در آزمایشگاه الکس ونبر در لیدن هلند ساخته شد. سلول‌ها از یک جنین، ظاهراً سالم و جنین دائمی قطع شده تحت قانون هلند بدست آمد؛ هویت والدین و دلیل سقط جنین ناشناخته است. سلول‌ها توسط ون داب Eb کشت شدند. ترانسفکشن با آدنوویروس توسط فرانک گراهام، انجام شد پس از توضیحات در آزمایشگاه‌های van der EB و در. آنها در سال ۱۹۷۷ پس از آنکه گراهام Leiden را برای دانشگاه McMaster ترک کرد، منتشر شد. آنها HEK نامیده می‌شوند از زمانی که آنها در فرهنگ‌های انسانی انسان آغاز شده‌است، در حالی که شماره ۲۹۳ از عادت گراهام تعداد آزمایش‌های او بود؛ کلون اصلی HEK 293 از آزمایشی ۲۹۳ بود. گراهام هشت بار انجام ترانسفکشن را انجام داد، فقط یک کلون سلول دریافت کرد که طی چند ماه کشت داده شد. پس از تطابق با فرهنگ بافت، سلول‌های این کلون به خط نسبتاً پایدار HEK 293 تبدیل شدند.